# تل خالي (كاكان)
تل خالي (بالفارسية: تل خالی) هي قرية تقع في إيران في قسم کاکان الريفي. يقدر عدد سكانها بـ 15 نسمة .